# Šumanovac
Šumanovac este un sat din comuna Žabljak, Muntenegru. Conform datelor de la recensământul din 2003, localitatea are 106 locuitori (la recensământul din 1991 erau 217 locuitori).

## Demografie
În satul Šumanovac locuiesc 85 de persoane adulte, iar vârsta medie a populației este de 42,2 de ani (40,9 la bărbați și 43,7 la femei). În localitate sunt 34 de gospodării, iar numărul mediu de membri în gospodărie este de 3,12.
Populația localității este foarte eterogenă.
|  |

| Demografie | Demografie | Demografie |
| An         | Locuitori  | Locuitori  |
| ---------- | ---------- | ---------- |
|            |            |            |
|            |            |            |
|            |            |            |
|            |            |            |
| 1948       | 242        |            |
| 1953       | 232        |            |
| 1961       | 151        |            |
| 1971       | 145        |            |
| 1981       | 154        |            |
| 1991       | 217        | 216        |
| 2003       | 106        | 106        |

| \| Componența etnică conform recensământului din 2003[2] \| Componența etnică conform recensământului din 2003[2] \| Componența etnică conform recensământului din 2003[2] \| Componența etnică conform recensământului din 2003[2] \| Componența etnică conform recensământului din 2003[2] \| \| ----------------------------------------------------- \| ----------------------------------------------------- \| ----------------------------------------------------- \| ----------------------------------------------------- \| ----------------------------------------------------- \| \| \| \| \| \| \| \| Sârbi \| Sârbi \| \| 51 \| 48,11% \| \| Muntenegreni \| Muntenegreni \| \| 45 \| 42,45% \| \| necunoscută \| necunoscută \| \| 0 \| 0% \| |              |  |    |        |
| Componența etnică conform recensământului din 2003 |              |  |    |        |
| |              |  |    |        |
| Sârbi | Sârbi        |  | 51 | 48,11% |
| Muntenegreni | Muntenegreni |  | 45 | 42,45% |
| necunoscută | necunoscută  |  | 0  | 0%     |